# 840-talet f.Kr.

## Händelser
- 845 f.Kr. – Då kung Pherecles av Aten dör efter 19 års styre efterträds han av sin son Ariphron.
- 842 f.Kr. – Shalmaneser III ödelägger området kring nuvarande Damaskus; Israel och de feniciska städerna skickar tributer.
- 841 f.Kr. – Shiji inleder den årliga dateringen av Kinas historia med detta år.

## Födda
- Pygmalion av Tyros, kung av Tyros.

## Avlidna
- 841 f.Kr. – Zhou Li Wang, kung av den kinesiska Zhoudynastin.